# Judendorf-Straßengel
Judendorf-Straßengel egykori osztrák község a Graz-Umgebung körzetben, Stájerország tartományban. Vásárjoggal rendelkező község (Marktgemeinde) volt. A 2015-ös stájerországi önkormányzati strukturális reform óta Gratwein-Straßengel község része.

## Földrajz
A város Graztól néhány kilométerre északra, a Mura folyó jobb partján található.

## Történelem
A várost először 860-ban említik Strazinolum néven. 1147-től volt a reini apátság birtokában. A K.k. Südliche Staatsbahn első vonalszakasza Mürzzuschlag és Graz között 1844. október 21-én nyílt meg és majd fejlődött az ipar. 

## Látnivalók
A 14. századi gótikus zarándoktemplom, a Maria Straßengel, amely a városra néző dombon áll, 1346 és 1355 között épült, és egy fontos főoltárral rendelkezik. 

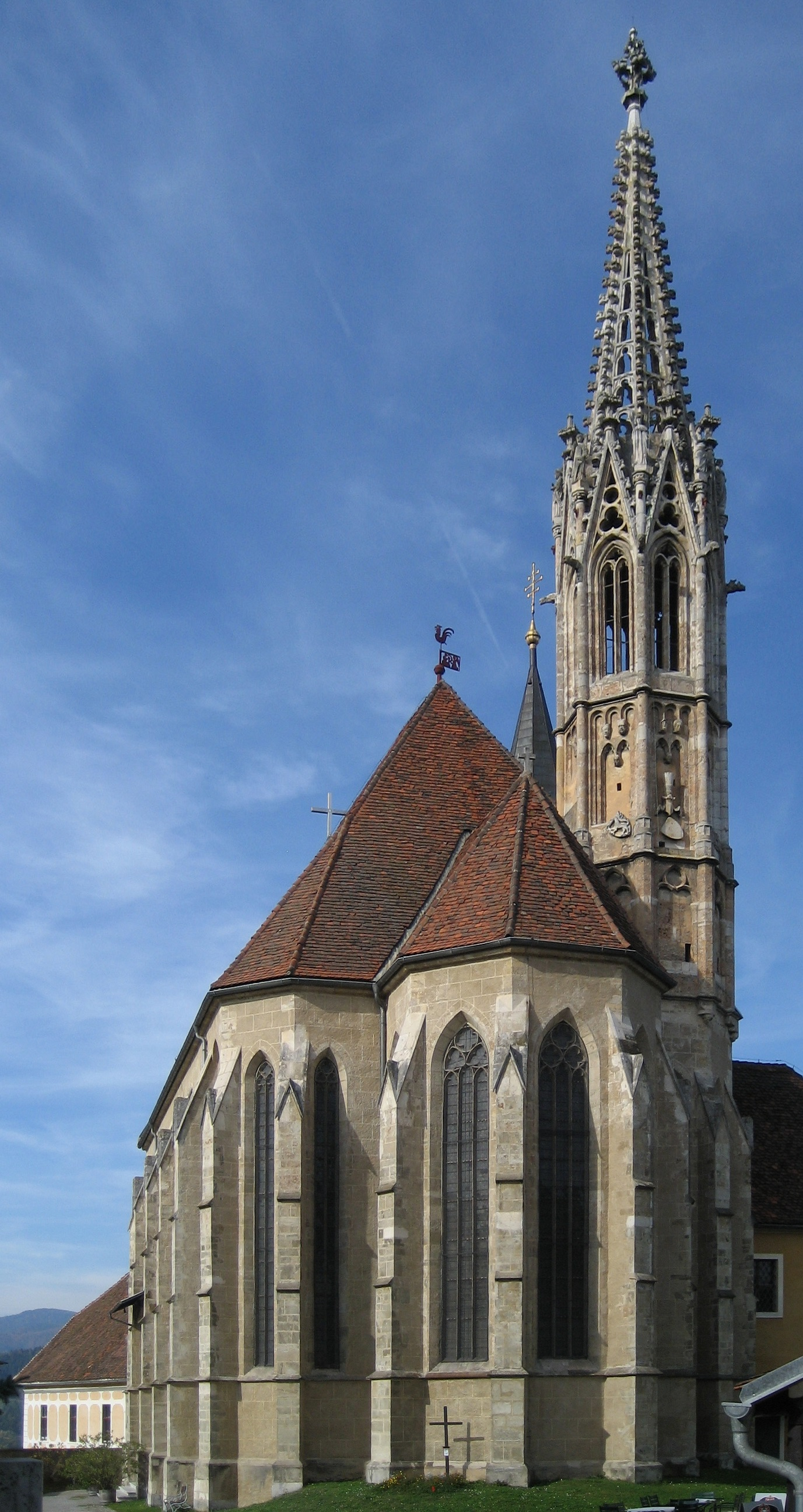
Maria Straßengel
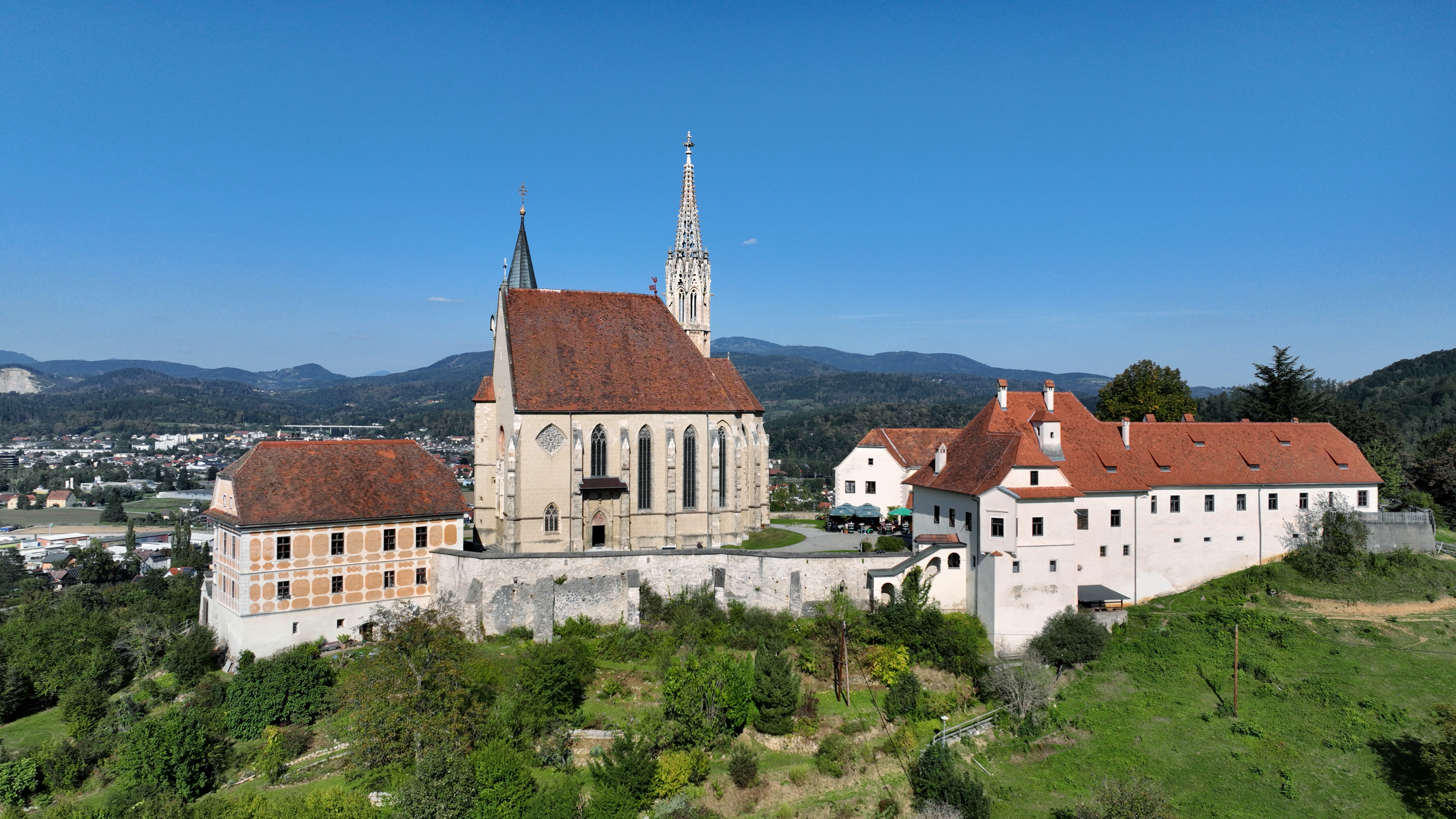
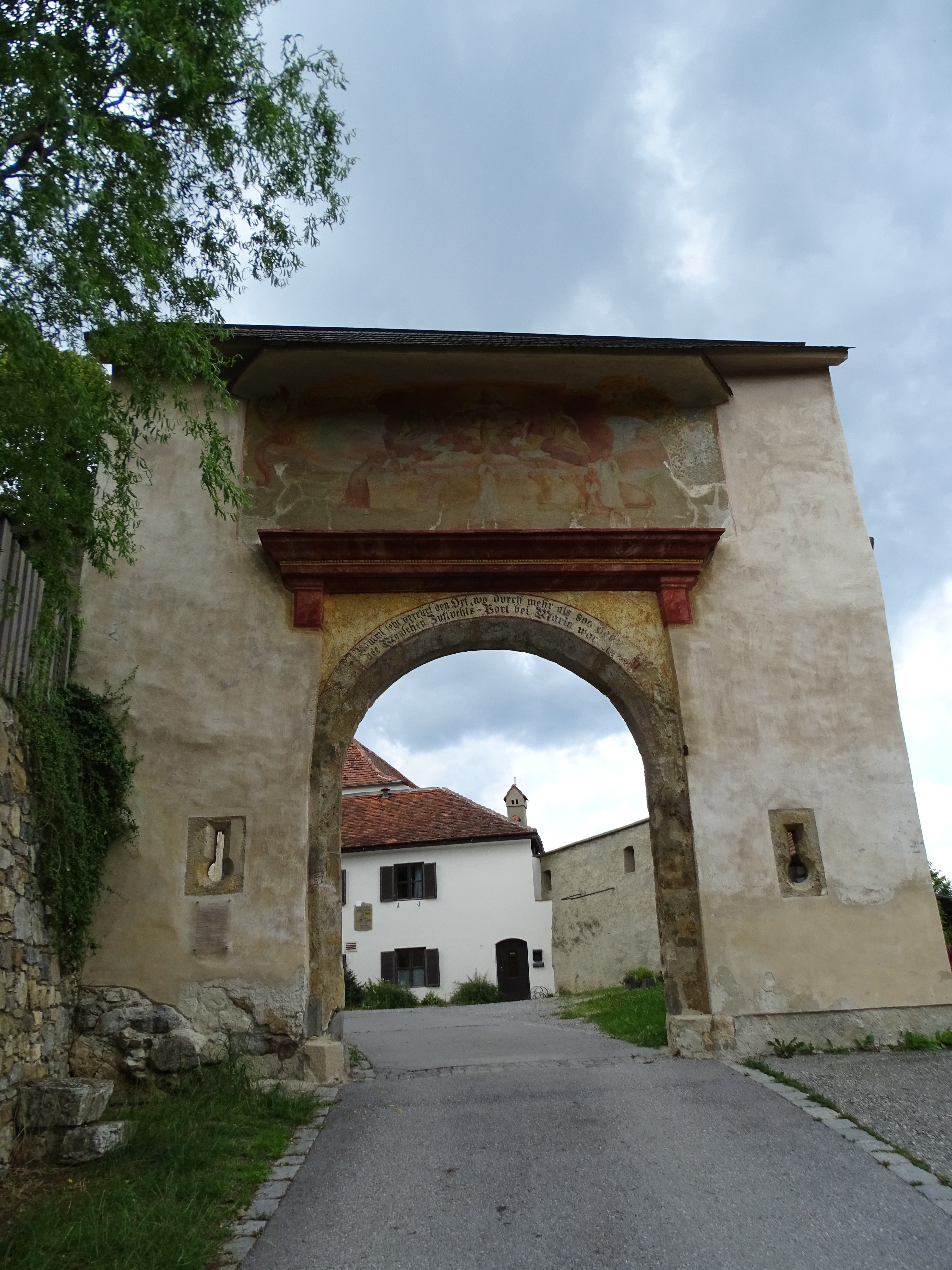
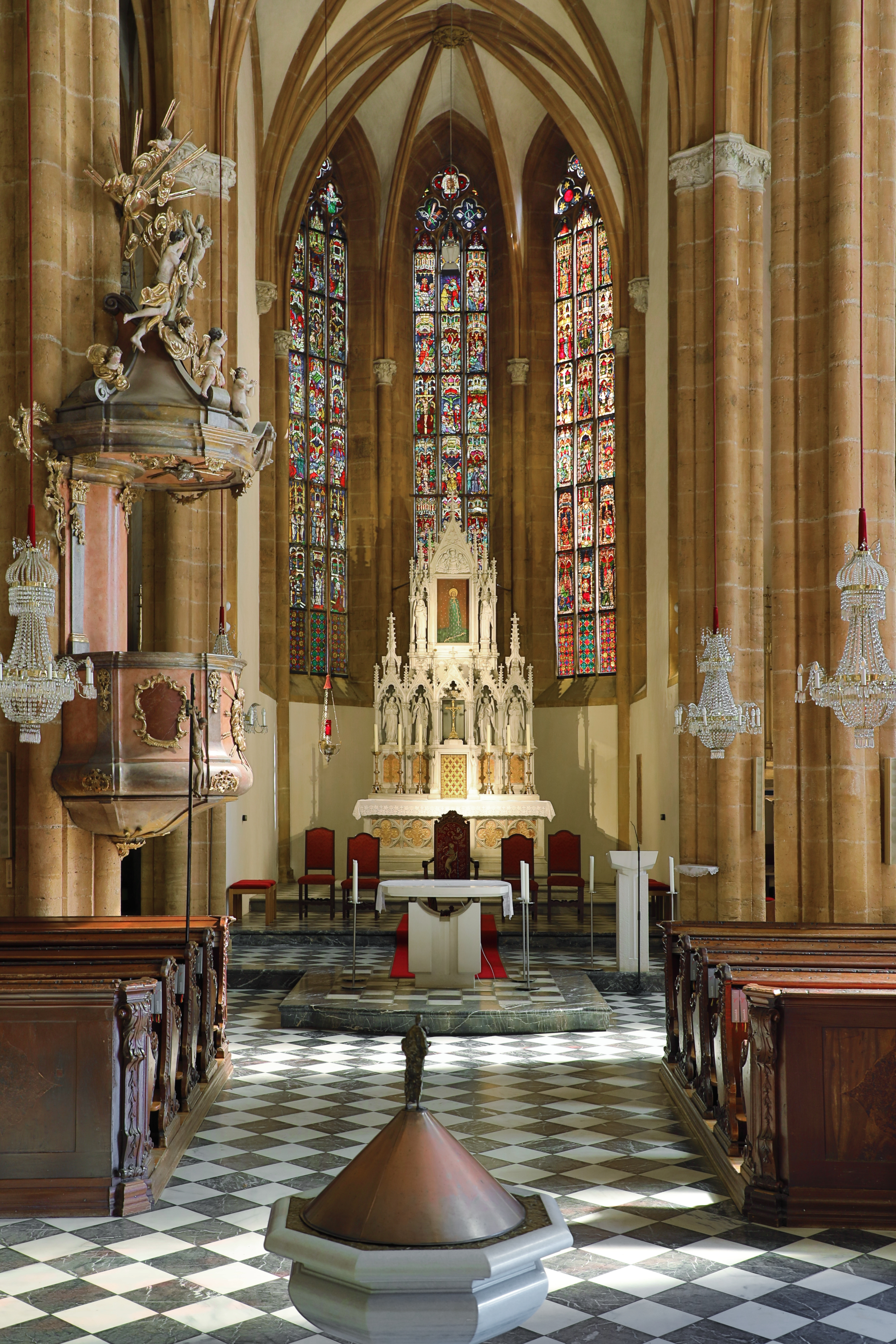
A templom belseje, kilátással a főoltárra.
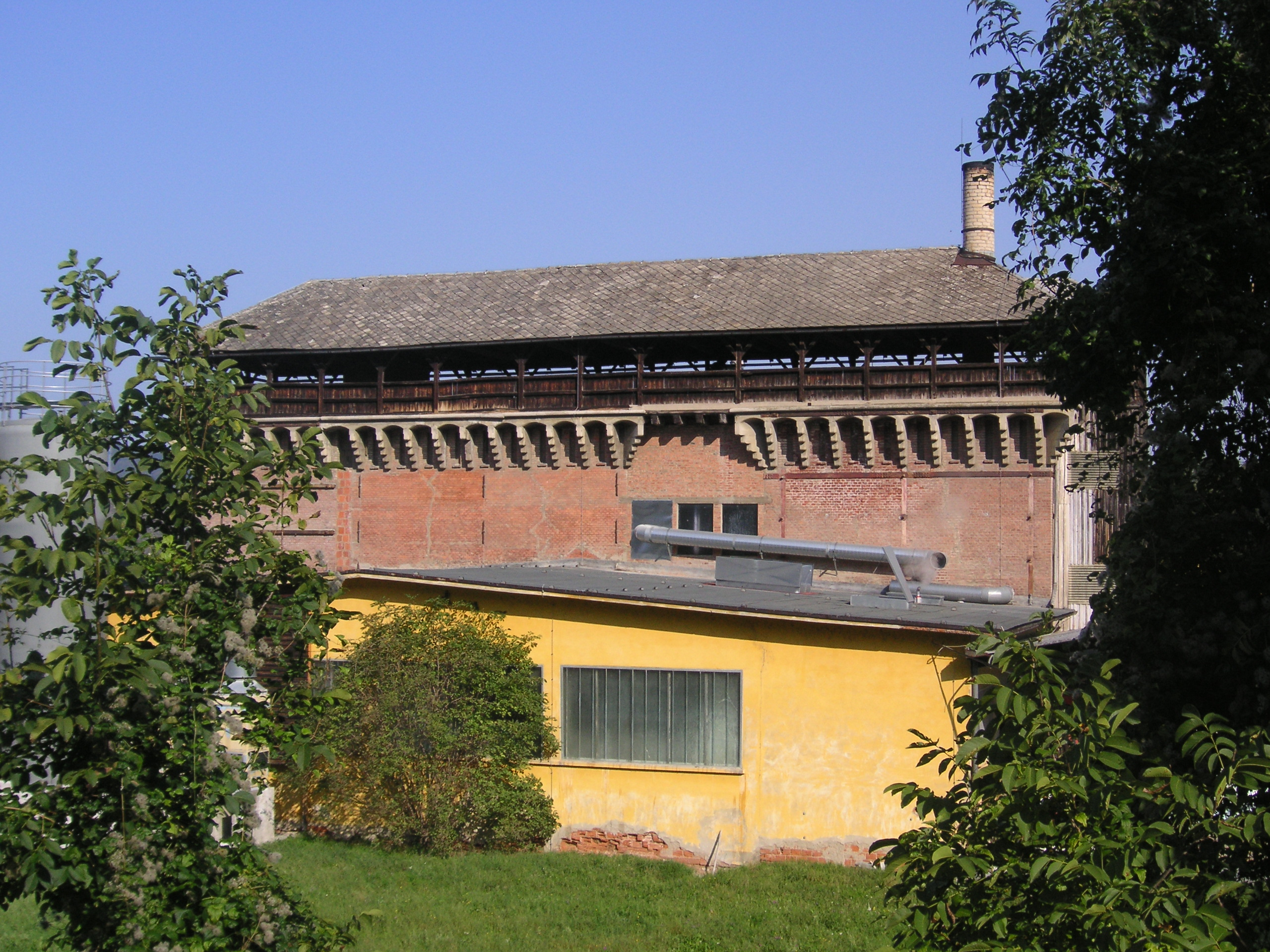
A volt cementgyár

## Gazdaság
A településben volt egy cementgyár, most van egy rehabilitációs klinika, egy vegyi üzem és egy lyukasztószerszámgyár is. 

## Idegenforgalom
Straßengel 23 774 turistát vonzott akik itt is aludtak legalább 1 éjszakát. A Plankenwarth Castle a közelben található. 